# Гомес Перейра Жуниор, Витор
Ви́тор Го́мес Пере́йра Жу́ниор (порт.-браз. Vítor Gomes Pereira Júnior), более известный как Жуни́ньо (порт.-браз. Juninho; род. 8 января 1989, Сан-Жозе-дус-Кампус, Бразилия) — бразильский футболист, полузащитник. Старший брат Рикардо Гуларта.

## Клубная карьера
Жуниньо начал карьеру в клубе «Сан-Паулу». В 2007 году он дебютировал за команду в бразильской Серии А. В 2009 году на правах аренды Жуниньо выступал за клуб одного из низших дивизионов «Толедо».
В 2010 году из-за высокой конкуренции за место в основе «Сан-Паулу» и отсутствия игровой практики он на правах аренды перешёл в американский «Лос-Анджелес Гэлакси». 28 марта в матче против «Нью-Инглэнд Революшн» Жуниньо дебютировал в MLS. 5 июля в поединке против «Сиэтл Саундерс» он забил свой первый гол за «Гэлакси». В том же году Жуниньо выиграл Supporters’ Shield, а через год стал двукратным обладателем трофея и чемпионом MLS. В конце 2011 года он вернулся в Бразилию, где подписал контракт с «Сан-Паулу» на три года, но уже в феврале 2012 года вновь вернулся в «Гэлакси» на правах аренды. В том же году Жуниньо во второй раз стал обладателем Кубка MLS. В начале 2013 года он разорвал контракт с «Сан-Паулу» и подписал соглашение с «Лос-Анджелес Гэлакси».
В начале 2016 года Жуниньо перешёл в мексиканскую «Тихуану». 17 января в матче против «Дорадос де Синалоа» он дебютировал в мексиканской Примере. 30 января в поединке против «Веракрус» Жуниньо забил свой первый гол за «Тихуану». В начале 2017 года он на правах аренды перешёл в «Чикаго Файр». 11 марта в матче против «Реал Солт-Лейк» он дебютировал за новую команду. 6 августа в поединке против «Нью-Инглэнд Революшн» Жуниньо забил свой первый гол за «Чикаго Файр». По окончании сезона 2017 «Чикаго Файр» не стал выкупать Жуниньо.
18 декабря 2018 года Жуниньо вновь вернулся в «Лос-Анджелес Гэлакси», который за право подписать его выплатил «Чикаго Файр» $75 тыс. в общих распределительных средствах. По окончании сезона 2019 «Лос-Анджелес Гэлакси» не продлил контракт с Жуниньо.
30 июня 2020 года Жуниньо объявил о завершении карьеры футболиста, и на следующий день вместе с Марсело Сарвасом присоединился к тренерскому штабу академии «Лос-Анджелес Гэлакси».

## Достижения
Командные
 «Лос-Анджелес Гэлакси»
- Обладатель Кубка MLS: 2011, 2012, 2014
- Обладатель Supporters’ Shield: 2010, 2011

Личные
- Участник Матча всех звёзд MLS: 2015